# Гакслі (Айова)
Гакслі (англ. Huxley) — місто (англ. city) в США, в окрузі Сторі штату Айова. Населення — 4244 особи (2020).

## Географія
Гакслі розташоване за координатами 41°53′46″ пн. ш. 93°35′28″ зх. д. / 41.89611° пн. ш. 93.59111° зх. д. (41.896124, -93.591136).  За даними Бюро перепису населення США в 2010 році місто мало площу 8,15 км², уся площа — суходіл.

## Демографія
Згідно з переписом 2010 року, у місті мешкало 3317 осіб у 1194 домогосподарствах у складі 884 родин. Густота населення становила 407 осіб/км².  Було 1322 помешкання (162/км²).
Расовий склад населення:
| - 95,6 % — білих - 1,0 % — чорних або афроамериканців - 0,5 % — азіатів - 0,2 % — корінних американців - 1,1 % — осіб інших рас |

До двох чи більше рас належало 1,7 %. Частка іспаномовних становила 2,2 % від усіх жителів.
За віковим діапазоном населення розподілялося таким чином: 34,1 % — особи молодші 18 років, 56,9 % — особи у віці 18—64 років, 9,0 % — особи у віці 65 років та старші. Медіана віку мешканця становила 31,2 року. На 100 осіб жіночої статі у місті припадало 94,5 чоловіків;  на 100 жінок у віці від 18 років та старших — 94,1 чоловіків також старших 18 років.
Середній дохід на одне домашнє господарство  становив 78 074 долари США (медіана — 64 549), а середній дохід на одну сім'ю — 89 433 долари (медіана — 83 321). За межею бідності перебувало 11,4 % осіб, у тому числі 17,6 % дітей у віці до 18 років та 0,0 % осіб у віці 65 років та старших.
Цивільне працевлаштоване населення становило 1868 осіб. Основні галузі зайнятості: освіта, охорона здоров'я та соціальна допомога — 33,7 %, будівництво — 11,1 %, виробництво — 10,9 %.